# Вардар (футбольний клуб)
«Вардар» (мак. ФК Вардар) — північно-македонський футбольний клуб зі Скоп'є, заснований у 1947. У цей час виступає в Першій лізі Македонії. Один з провідних клубів Македонії.
Основні кольори клубу червоно-чорні. Домашні матчі проводить на стадіоні Філіп ІІ Арена, який вміщує 25 000 глядацьких місць.

## Історія
Заснований 1947 року шляхом злиття команд скопійських «Победа» і «Македонія». Назву отримав від головної річки Македонії — Вардара.
«Вардар» швидко став одним з найсильніших македонських клубів того періоду і 1961 року, виступаючи у другій югославській лізі, несподівано виграв кубок Югославії, обігравши у фіналі «Вартекс» (Вараждин), а також шість разів вигравав другу югославську лігу. Перемога в кубку дозволила «Вардару» стати першим македонським клубом, що взяв участь у єврокубках: скопійський клуб потрапив до Кубку кубків, де вже в першому раунді був розбитий шотландським «Данфермлін Атлетик» (0-5, 2-0). Після того «Вардар» ще тричі брав участь у Кубку Мітропи, найвищим досягненням у якому став півфінал турніру у 1968 році. Крім того, 1988 року «Вардар» скористався тим, що з низки команд чемпіонату було знято про 6 очок за договірні матчі і виграв чемпіонат Югославії, проте після завершення сезону після ряду судових позовів очки командам повернули і чемпіоном став «Партизан», а «Вардар» опустився аж на п'яте місце. Щоправда, перегляд результатів турніру відбувся запізно і «Вардар» встиг дебютувати в найпрестижнішому європейському клубному турнірі — Кубку європейських чемпіонів, де вже в першому раунді був розгромлений португальським «Порту» (0-3, 0-3). Інші македонські клуби в цей період не радували своїх вболівальників, граючи здебільшого в нижчих дивізіонах чемпіонату.
Влітку 1992 року незалежна Македонія провела перший власний чемпіонат, перша ліга якого складалась з 18 команд, а чемпіоном прогнозовано став «Вардар» з відривом у 21 очко від другої команди «Сілекс», а найкращим бомбардиром став Саша Чирич, що забив аж 36 голів, які є рекордом до нашого часу. «Вардар» виграв і перший кубок країни, обігравши у фіналі «Пелістер».
З середини 1990-х років «Вардар» втратив лідерство в Македонії і пішов у тінь до 2002 року. Потім здобув два поспіль титули на початку двотисячних, а у Лізі чемпіонів УЄФА 2003/04 клуб створив справжню сенсацію, вибивши з розіграшу в другому раунді російський ЦСКА із загальним рахунком 3:2 (гостьова перемога 2:1 і домашня нічия 1:1), а у протистоянні з празькою «Спартою» «Вардару» не вистачило лише одного голу, щоб вперше в історії пробитися в групову стадію.
Проте, після цього в команді знову настала криза і у сезоні 2010/11 клуб навіть зайняв передостаннє місце в чемпіонаті і зберіг прописку лише через об'єднання з командою «Миравці», яка в тому сезоні здобула право виступати у Першій лізі. Таким чином «Вардар» залишився в еліті, а «Миравиці» продовжили виступи в Другій лізі.
І вже в наступному сезоні 2011/12 врятований «Вардар» несподівано легко, з відривом у дев'ять очок, стає чемпіоном Македонії.

## Досягнення
- чемпіон Югославії: 1
  - 1987-88 (скасовано)
- володар Кубку Югославії: 1
  - 1960-61
- чемпіон Македонії: 11
  - 1992/93, 1993/94, 1994/95, 2001/02, 2002/03, 2011/12, 2012/13, 2014/15, 2015/16, 2016/17, 2019/20
- володар Кубку Македонії: 6
  - 1992/93, 1994/95, 1997/98, 1998/99, 2006/07, 2024/25
- володар Суперкубку Македонії: 2
  - 2013, 2015

## Відомі футболісти
- Драган Канатларовський
- Филип Деспотовський
- Саша Ілич
- Християн Кировський
- Ілія Найдоський
- Александар Васоський
- Дарко Панчев

## Виступи в єврокубках
| Сезон   | Змагання                     | Раунд   | Країна     | Клуб                  | Вдома | На виїзді | В сукупності |
| ------- | ---------------------------- | ------- | ---------- | --------------------- | ----- | --------- | ------------ |
| 1961–62 | Кубок володарів кубків       | Р1      | Шотландія  | Данфермлін Атлетік    | 2–0   | 0–5       | 2–5          |
| 1985–86 | Кубок УЄФА                   | Р1      | Румунія    | Динамо Бухарест       | 1–0   | 1–2       | 2–2 (г)      |
| 1985–86 | Кубок УЄФА                   | Р2      | Шотландія  | Данді Юнайтед         | 1–1   | 0–2       | 1–3          |
| 1987–88 | Кубок Європейських чемпіонів | Р1      | Португалія | Порту                 | 0–3   | 0–3       | 0–6          |
| 1994–95 | Кубок УЄФА                   | КР      | Угорщина   | Бекешчаба 1912        | 1–1   | 0–1       | 1–2          |
| 1995–96 | Кубок УЄФА                   | КР      | Грузія     | Самтредіа             | 1–0   | 2–0       | 3–0          |
| 1995–96 | Кубок УЄФА                   | Р1      | Франція    | Бордо                 | 0–2   | 1–1       | 1–3          |
| 1996–97 | Кубок УЄФА                   | КР1     | Словенія   | Гориця                | 2–1   | 1–0       | 3–1          |
| 1996–97 | Кубок УЄФА                   | КР2     | Швеція     | Гальмстад             | 0–1   | 0–0       | 0–1          |
| 1998–99 | Кубок володарів кубків       | КР      | Словаччина | Спартак Трнава        | 0–1   | 0–2       | 0–3          |
| 1999–00 | Кубок УЄФА                   | КР      | Польща     | Легія                 | 0–5   | 0–4       | 0–9          |
| 2001–02 | Кубок УЄФА                   | КР      | Бельгія    | Стандард Льєж         | 0–3   | 1–3       | 1–6          |
| 2002–03 | Ліга чемпіонів               | КР1     | Люксембург | Ф91 Дюделанж          | 3–0   | 1–1       | 4–1          |
| 2002–03 | Ліга чемпіонів               | КР2     | Польща     | Легія                 | 1–3   | 1–1       | 2–4          |
| 2003–04 | Ліга чемпіонів               | КР1     | Уельс      | Баррі Таун            | 3–0   | 1–2       | 4–2          |
| 2003–04 | Ліга чемпіонів               | КР2     | Росія      | ЦСКА Москва           | 1–1   | 2–1       | 3–2          |
| 2003–04 | Ліга чемпіонів               | КР3     | Чехія      | Спарта Прага          | 2–3   | 2–2       | 4–5          |
| 2003–04 | Кубок УЄФА                   | Р1      | Італія     | Рома                  | 1–1   | 0–4       | 1–5          |
| 2004–05 | Кубок Інтертото              | Р1      | Кіпр       | Етнікос Ахна          | 5–1   | 5–1       | 10–2         |
| 2004–05 | Кубок Інтертото              | Р2      | Бельгія    | Гент                  | 1–0   | 0–1       | 1–1 (4–3 п)  |
| 2004–05 | Кубок Інтертото              | Р3      | Німеччина  | Шальке 04             | 1–2   | 0–5       | 1–7          |
| 2005–06 | Кубок УЄФА                   | КР1     | Албанія    | Ельбасані             | 0–0   | 1–1       | 1–1 (г)      |
| 2005–06 | Кубок УЄФА                   | КР2     | Румунія    | Рапід Бухарест        | 1–1   | 0–3       | 1–4          |
| 2006–07 | Кубок УЄФА                   | КР1     | Бельгія    | Руселаре              | 1–2   | 1–5       | 2–7          |
| 2007–08 | Кубок УЄФА                   | КР1     | Кіпр       | Анортосіс             | 0–1   | 0–1       | 0–2          |
| 2012–13 | Ліга чемпіонів               | КР2     | Білорусь   | БАТЕ                  | 0–0   | 2–3       | 2–3          |
| 2013–14 | Ліга чемпіонів               | КР2     | Румунія    | Стяуа                 | 1–2   | 0–3       | 1–5          |
| 2015–16 | Ліга чемпіонів               | КР2     | Кіпр       | АПОЕЛ                 | 1–1   | 0–0       | 1–1 (г)      |
| 2016–17 | Ліга чемпіонів               | КР2     | Хорватія   | Динамо Загреб         | 1–2   | 2–3       | 3–5          |
| 2017–18 | Ліга чемпіонів               | КР2     | Швеція     | Мальме                | 3–1   | 1–1       | 4–2          |
| 2017–18 | Ліга чемпіонів               | КР3     | Данія      | Копенгаген            | 1–0   | 1–4       | 2–4          |
| 2017–18 | Кубок УЄФА                   | ПО      | Туреччина  | Фенербахче            | 2–0   | 2–1       | 4–1          |
| 2017–18 | Кубок УЄФА                   | Група L | Іспанія    | Реал Сосьєдад         | 0–6   | 0–3       | 4-те місце   |
| 2017–18 | Кубок УЄФА                   | Група L | Росія      | Зеніт Санкт-Петербург | 0–5   | 1–2       | 4-те місце   |
| 2017–18 | Кубок УЄФА                   | Група L | Норвегія   | Русенборг             | 1–1   | 1–3       | 4-те місце   |
| 2018–19 | Ліга Європи                  | КР1     | Вірменія   | Пюнік                 | 0–2   | 0–1       | 0–3          |